# Program MIDAS

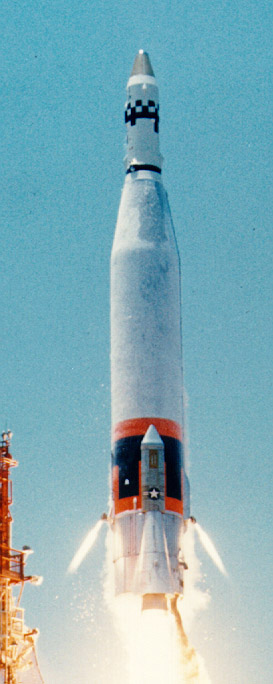
Start rakiety z satelitą MIDAS 2

Program MIDAS (ang. Missile Defense Alarm System) – również: WS-117L – pierwszy amerykański satelitarny system wczesnego ostrzegania przed pociskami międzykontynentalnymi. Rozpoczęty w 1958, a zakończony w 1966. Satelity programu MIDAS miały za zadanie informować o startach radzieckich pocisków międzykontynentalnych poprzez wykrywanie gorących gazów wylotowych powstających przy starcie pocisków, za pomocą urządzeń czułych na promieniowanie cieplne.

## Historia i opis programu
W końcu lat 50. XX wieku Siły Powietrzne Stanów Zjednoczonych, w obliczu zagrożenia sowieckimi pociskami balistycznymi, uznały za koniecznie zbudowanie konstelacji dwunastu satelitów zdolnych od wczesnego ostrzegania o startach takich pocisków i co się z tym wiąże, lokalizacji ich wyrzutni. Miały stanowić uzupełnienie konwencjonalnego systemu wczesnego ostrzegania przed pociskami balistycznymi (BMEWS – Ballistic Missile Early Warning System). Satelity MIDAS początkowo miały numer kodowy 239A, a następnie 461. Masa satelitów wynosiła od 1500 kg do 2300 kg, długość od 6,71 do 8,2 m, średnica 1,52 m. Starty odbywały się z Przylądka Kennedy’ego i bazy Point Arguello, a satelity te były wprowadzane przeważnie na orbity biegunowe zbliżone do kołowych na wysokości około 3500 km. Ze względu na znaczną masę, już do wyniesienia pierwszych satelitów stało się konieczne zastosowanie większych rakiet nośnych – Atlas Agena B.
Prace badawcze prowadzone w trakcie realizacji programu doprowadziły do powstania nowej generacji satelitów przeznaczonych do wczesnego ostrzegania, nazwanych IS (Integrated Satellite) lub nazwą kodową „program 647“.
Pierwszym zastosowanym czujnikiem mającym wykrywać starty rakiet był W-17 firmy Aerojet. Ta wczesna konstrukcja była bardzo prymitywna – zdarzało jej się mylić odblask promieni słonecznych od chmur za start sowieckiej rakiety. Drugi wypróbowany czujnik, W-37, tej samej firmy, jako pierwszy w historii wykrył start pocisku na ziemi.
Mimo to, w związku z nieudanymi próbami wyniesienia satelitów MIDAS, problemami z przetwarzaniem danych z satelitów i samą architekturą konstelacji satelitów, program przerwano. Zastąpił go Program 461, tzw. Defence Support Program, którego kolejne generacje satelitów Stany Zjednoczone używają do dziś.

## Satelity programu MIDAS
- Discoverer 19 – 20 grudnia 1960 – test czujników dla programu MIDAS
- Discoverer 21 – 18 lutego 1961 – test czujników dla programu MIDAS

1. MIDAS 1 – 26 lutego 1960 (godz. 17:25 GMT) – start nieudany – pierwszy amerykański satelita o przeznaczeniu czysto militarnym
Pierwszy statek serii. Wystrzelony rakietą Atlas Agena A z Przylądka Canaveral. Start nie powiódł się z powodu nieodłączenia się drugiego stopnia rakiety. Statek i reszta rakiety spłonęły w atmosferze po przeleceniu 4500 km. Statek miał masę 2045 kg. Miał 6 m długości i 1,5 m średnicy. Indeks COSPAR/SATCAT: 1960-F03/F00088
2. MIDAS 2 – 24 maja 1960 – start udany
3. MIDAS 3 – 12 czerwca 1961 – start udany
4. MIDAS 4 – 21 października 1961 – start udany (projekt West Ford)
5. MIDAS 5 – 9 kwietnia 1962 – start udany
6. MIDAS 6 – 17 grudnia 1962 (godz. 20:36:33 GMT) – start rakietą Atlas Agena B z Point Arguello (i z subsatelitami ERS 3 i 4) nie powiódł się. Indeks COSPAR/SATCAT: 1962-F09/F00210
7. MIDAS 7 – 9 maja 1963 – start udany – pierwszy w pełni działający satelita programu MIDAS (projekt West Ford)
8. MIDAS 8 – 12 czerwca 1963 – start rakietą Atlas Agena B z Point Arguello (i z subsatelitami ERS 7 i 8) nie powiódł się. Indeks COSPAR/SATCAT: 1963-F09/F00245
9. MIDAS 9 – 19 lipca 1963 – start udany
10. MIDAS 10 – 9 czerwca 1966 – start udany
11. MIDAS 11 – 19 sierpnia 1966 – start udany
12. MIDAS 12 – 5 października 1966 – start udany